# Дерева (Тверская область)
Дерева — деревня в Фировском районе Тверской области. Входит в состав Великооктябрьского сельского поселения.
Находится в 20 километрах к югу от районного центра посёлка Фирово, в 16 км от посёлка  Великооктябрьский.
Население по переписи 2010 года — 84 человека.

## История
Входила в состав Стакропасонской волости Вышневолоцкого уезда.

## Население
| 2010 |
| ---- |
| 84   |

В 1859 году в деревне 27 дворов, 172 жителей. По данным 1886 года в деревне 43 двора, 243 жителя.